# Vila Real de Santo António
Vila Real de Santo António (phát âm tiếng Bồ Đào Nha: [vilɐ ʁiaɫ dɨ sɐtu ɐtɔniu] là một thành phố, giáo xứ, và đô thị ở Algarve, Bồ Đào Nha. Đây là một trong ba đô thị tại Bồ Đào Nha có lãnh thổ không liên tục (hai đô thị kia là Oliveira de Frades và Montijo). Đây là thành phố và đô thị cực đông nam của Bồ Đào Nha. Vila Real de Santo António được thiết lập sau trận động đất Lisbon 1755, và chủ yếu là mở rộng năm 1774 bằng cách sử dụng cùng một kiến trúc kỹ và xây dựng tương tự như đã sử dụng trong quá trình việc tái thiết Lisbon sau khi thiên tai.
Thành phố này nằm bên cạnh sông Guadiana. Trước khi xây dựng cầu quốc tế Guadiana (tại đô thị lân cận nằm ở thượng nguồn của nó Castro Marim) thì đây đã là nơi thuận lợi nhất để đi từ Bồ Đào Nha qua Andalusia (qua phà từ thành phố Ayamonte Tây Ban Nha bên kia sông).